# Monsignore

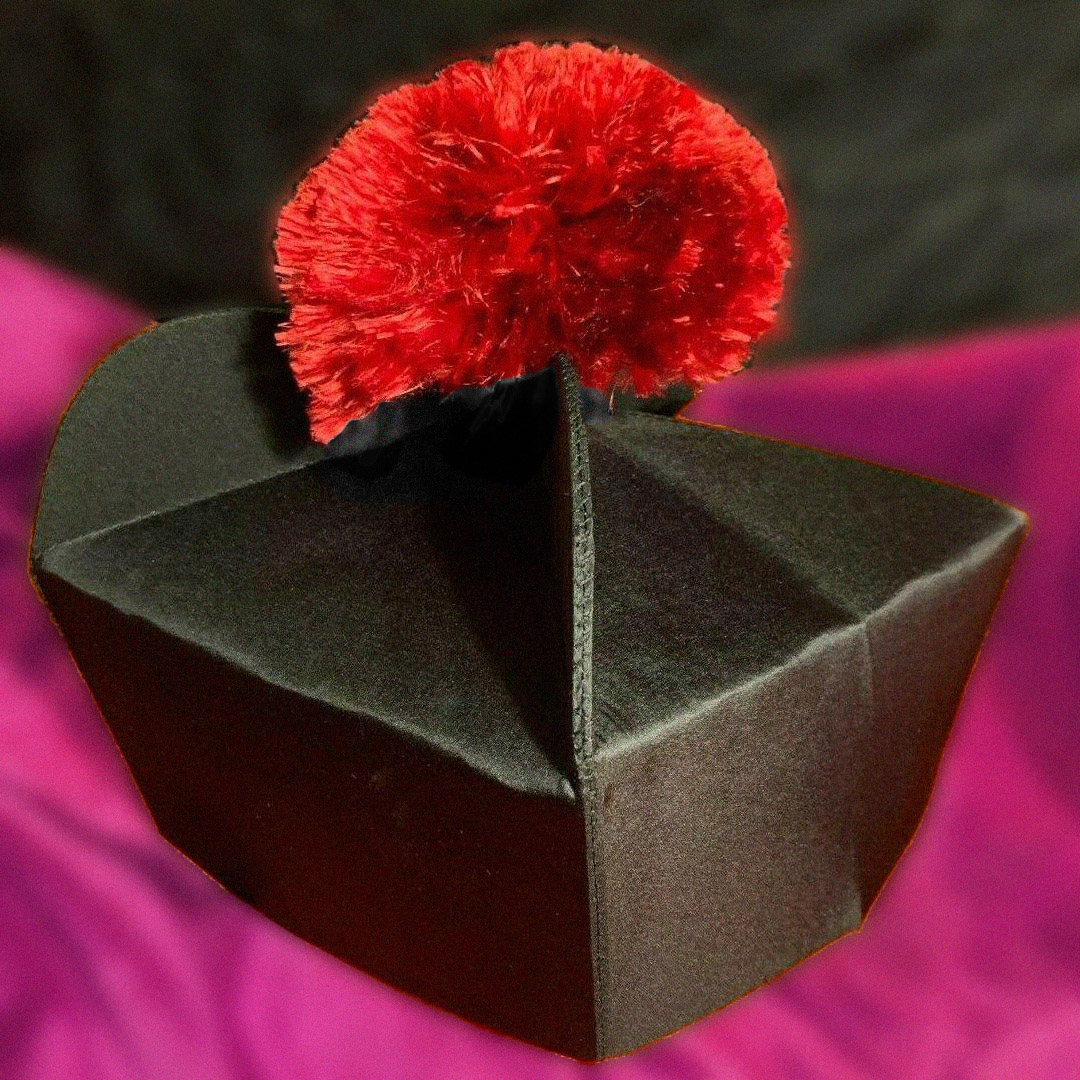
Berretta monsignorile.

Monsignore è un titolo religioso usato nella Chiesa cattolica come nella Chiesa ortodossa, mutuato dal francese monseigneur, che significa "mio signore".
Esso è riservato, all'interno della Chiesa cattolica, a coloro che hanno ricevuto il sacramento dell'ordine sacro nel grado dell'episcopato, ma viene conferito a seguito di speciale concessione della Santa Sede anche a membri secolari del presbiterato, ovvero i preti diocesani, che vengono così elevati al rango di prelati, nonché a eminenti personalità laiche.

## Storia
In passato, e particolarmente nel Medioevo, era un titolo onorifico che veniva conferito a re, principi e cavalieri, oltre che a importanti uomini ecclesiastici. In ambito più strettamente ecclesiastico, "monsignori del papa" erano chiamati i chierici addetti alle basiliche romane e alla cappella papale; questa onorificenza fu poi diffusa a tutta la Chiesa universale. Nel regno di Francia monseigneur contratto in monsieur era il titolo riservato per antonomasia al fratello del re.

## Conferimento del titolo
L'Istruzione sul conferimento di onorificenze pontificie promulgata dalla Segreteria di Stato vaticana in data 13 maggio 2001 dispone che i vescovi diocesani possano proporre il conferimento di una onorificenza pontificia ad ecclesiastici, in segno di apprezzamento e riconoscenza per il servizio prestato. Un vicario generale può parimenti richiedere tale conferimento, dichiarando però esplicitamente di procedere in merito con espressa autorizzazione del proprio vescovo. La richiesta, accompagnata dal curriculum vitae dei candidati con descrizione accurata delle benemerenze acquisite nei riguardi della Chiesa, deve essere inviata alla Nunziatura Apostolica, che la farà pervenire – corredata dal proprio nulla osta – alla Segreteria di Stato. Le domande provenienti dai territori soggetti alla vigilanza dei Dicasteri per le Chiese orientali e per l'evangelizzazione, devono essere prima inviate al dicastero competente, che provvederà poi a trasmetterle alla Segreteria di Stato.
Se il titolo viene concesso, ne viene specificato anche il grado, secondo questo ordine crescente di importanza:
- cappellano di Sua Santità, a sacerdoti del clero secolare che abbiano compiuto almeno 35 anni di età e 5 di sacerdozio (10 per gli ecclesiastici nel servizio diplomatico della Santa Sede e per gli officiali della Curia romana).
- prelato d'onore di Sua Santità, a sacerdoti del clero secolare che abbiano compiuto almeno 45 anni di età e 15 di sacerdozio.
- protonotario apostolico soprannumerario, a sacerdoti del clero secolare che abbiano compiuto almeno 55 anni di età e 20 di sacerdozio.

Di norma, si deve rispettare la "gradualità": si deve richiedere, cioè, per il candidato, prima il titolo di cappellano e poi quello di prelato. Tra un grado e l'altro devono trascorrere almeno 10 anni. Per alcuni casi particolarmente meritevoli e significativi, i vescovi possono richiedere direttamente il titolo di protonotario apostolico soprannumerario, salva restando la condizione che il candidato abbia compiuto almeno 55 anni di età e 20 di sacerdozio. Per ogni diocesi, il numero totale di monsignori (cappellani, prelati e protonotari) non deve superare il 10% del clero.
Papa Francesco, il 7 gennaio 2014, ha chiesto alla Segreteria di Stato l'emanazione di una norma che limiti la possibilità di conferire il titolo di monsignore, in ambito diocesano, ai sacerdoti di età inferiore ai 65 anni, i quali potranno fregiarsi dell'unico titolo di cappellano di Sua Santità. Resta invece invariato il regolamento per il conferimento del titolo ai funzionari in forza nei vari organismi della Santa Sede. Secondo alcuni canonisti, tuttavia, il provvedimento del 2014 non è sufficientemente chiaro ed esaustivo quanto a titoli e onorificenze ora conferibili a categorie molto variegate di sacerdoti (canonicati, capitoli, ecc...) tradizionalmente e storicamente collegate al grado di monsignore anche sulla base di decreti, regolamenti, usi e consuetudini locali, tradizioni storiche.
Infine, compete il titolo di monsignore ai Gentiluomini di Sua Santità, in quanto succeduti alla categoria dei Camerieri di Spada e Cappa, sia Segreti sia d'Onore , già equiparati ai Prelati di Mantellone ,  Membri della Famiglia Pontificia .

## Vesti, titoli e insegne
Il monsignore può essere distinto dagli altri preti a motivo delle sue vesti, come previsto dall'Istruzione della Segreteria di Stato Ut sive sollicite circa le vesti, i titoli e le insegne di cardinali, vescovi e prelati minori, promulgata il 31 marzo 1969 a firma del segretario di Stato vaticano Amleto Giovanni Cicognani.
I cappellani di Sua Santità hanno, sia come abito corale, sia come abito piano, la talare nera con occhielli, bottoni, bordi e fodera di colore paonazzo e fascia di seta paonazza. La talare paonazza, il mantellone paonazzo, la fascia con fiocchi e le fibbie sulle scarpe sono aboliti.
I prelati superiori dei dicasteri della Curia romana che non hanno la dignità episcopale, gli uditori della Sacra Rota romana, il promotore generale di giustizia e il difensore del vincolo nel Supremo Tribunale della Segnatura Apostolica, i protonotari apostolici de numero, i chierici della Camera apostolica e i prelati dell'Anticamera pontificia hanno come abito corale la talare paonazza con mantelletta paonazza, rocchetto e fascia paonazza. Come abito piano la talare senza pellegrina con occhielli, bottoni, bordi e fodera di colore rubino, fascia paonazza con frange di seta alle due estremità e ferraiolone paonazzo. La berretta è nera con fiocco rosso. La fascia con fiocchi, le calze paonazze e le fibbie sulle scarpe sono abolite.
I protonotari apostolici soprannumerari e i prelati d'onore di Sua Santità hanno come abito corale la talare paonazza, la fascia paonazza con frange e la cotta (non il rocchetto) senza pieghe. Come abito piano la talare nera senza pellegrina con occhielli, bottoni, bordi e fodera di colore rubino, con fascia paonazza. I prelati d'onore di Sua Santità non possono indossare il ferraiolone paonazzo, a differenza dei protonotari apostolici soprannumerari che ne hanno facoltà. La mantelletta paonazza, la fascia di seta con fiocchi, le calze paonazze, le fibbie sulle scarpe e il fiocco rosso sulla berretta sono aboliti.
Queste norme aboliscono tutti i privilegi, anche centenari e ab immemorabili, antecedenti al 30 ottobre 1970, data di pubblicazione della Lettera Circolare Per Instructionem della sacra Congregazione per il clero sulla riforma delle vesti corali, a firma del prefetto cardinale John Joseph Wright.
Il titolo di monsignore è ugualmente concesso ai vescovi, ai presbiteri che siano vicari generali o episcopali delle diocesi, canonici effettivi ed onorari di capitoli cattedrali durante munere di alcune diocesi, nonché ai cappellani del Sovrano Militare Ordine di Malta.